# Die Woche Australien
Die Woche Australien (kurz Die Woche, zeitweise Die Woche in Australien und Die neue Woche Australien) ist eine deutschsprachige Wochenzeitung, die in Sydney produziert wird. Die Zeitung bietet Deutschsprachigen in Australien und Neuseeland vorwiegend Nachrichten und Berichte aus Europa und dem deutschsprachigen Raum an, hinzu kommen Lokalnachrichten aus australischen und neuseeländischen Städten mit Berichten aus dem Leben Deutschsprachiger in der Region.
Johann „John“ Jakobi gab 1957 die erste Druckausgabe des Blattes als Die Woche in Australien heraus. Als Redaktionsleiterin Nadine Halberkann 2013 das Blatt als Die neue Woche in Australien weiterführte lag die Auflage bei ca. 10.000 Exemplaren. Im Juli 2017 folgte der Journalist Dieter Herrmann seiner Berufung zum Chefredakteur.
Die Zeitung erscheint dienstäglich im Zeitungshandel oder im Abonnement. Die Publikation erreichte 2019 nach eigenen Angaben wöchentlich bis zu 30.000 Leser.